# Poggio Berni
Poggio Berni (romanyol nyelven E Pôz vagy El Puz) település Olaszországban, Emilia-Romagna régióban, Rimini megyében.  Poggio Berni Santarcangelo di Romagna, Torriana, Verucchio és Borghi községekkel határos.

## Népesség
A település lakossága az elmúlt években az alábbi módon változott: